# MSC Magnifica
MSC Magnifica è una nave da crociera della compagnia svizzera MSC Crociere.

## Storia
È stata varata il 6 marzo 2010 con madrina Sophia Loren. Ha tre gemelle: MSC Orchestra, MSC Poesia e MSC Musica.

## Descrizione
La dotazione della nave include:
- 13 ponti passeggeri
- 14 ascensori
- sistema di riduzione delle vibrazioni e insonorizzazione
- 44 suites con balcone privato
- 1259 cabine
- 4 piscine, di cui una con tetto scorrevole
- 9 vasche idromassaggio
- 17 bar
- 4 ristoranti
- centro benessere
- cinema 4D
- campo da bocce
- casinò
- biliardi
- art gallery
- libreria
- teatro da 1240 posti a sedere
- Discoteca “T32”
- Nelle cabine: TV, mini bar, cassetta sicurezza, radio, doccia, aria condizionata e riscaldamento, telefono e collegamento wireless a Internet
- servizi (fotografo, centro medico, negozi duty free).

## Navi gemelle
- MSC Musica
- MSC Orchestra
- MSC Poesia